# Neoschumannia kamerunensis
Espèce
Statut de conservation UICN

 CR D : 
En danger critique
Neoschumannia kamerunensis est une espèce de plantes à fleurs de la famille des Apocynaceae et du genre Neoschumannia, présente en Afrique tropicale.

## Description
C'est une liane herbacée.

## Distribution
En danger critique d'extinction du fait de sa rareté, l'espèce  a été observée principalement au sud-ouest du Cameroun (mont Cameroun, mont Koupé), en Côte d'Ivoire, et plus tardivement en République centrafricaine.